# Angabe

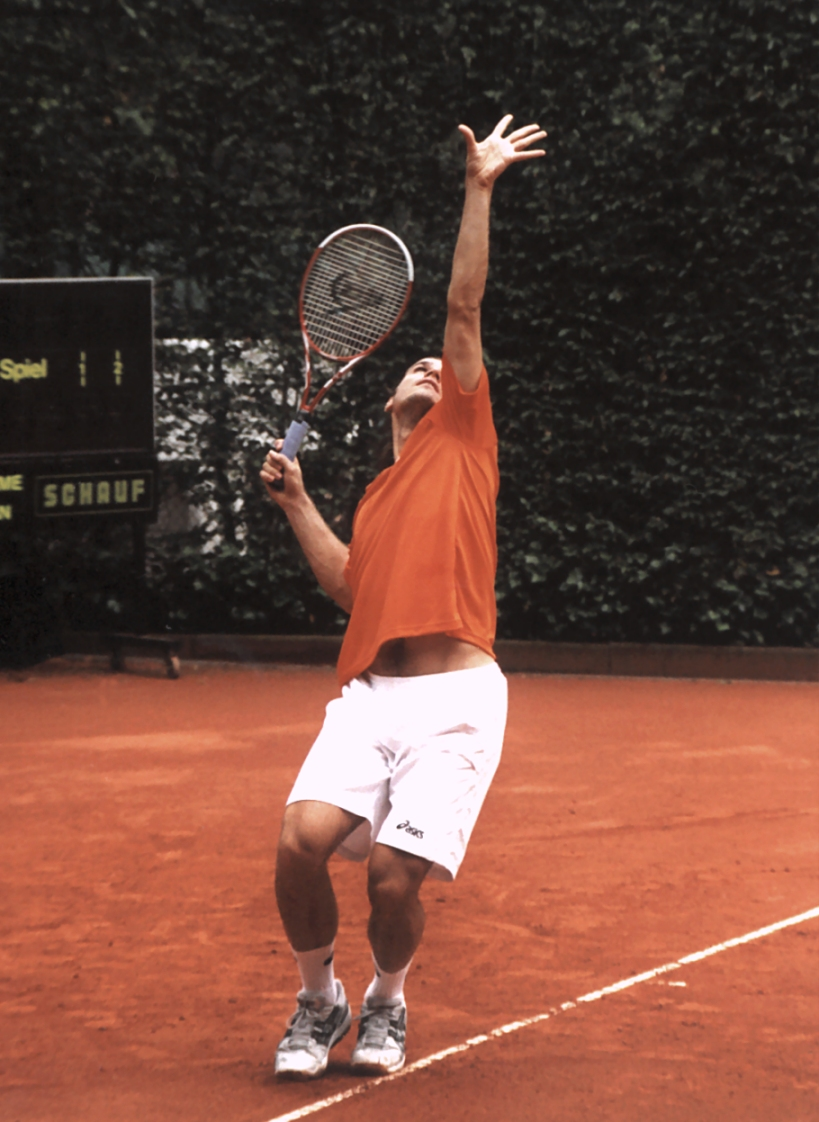
Aufschlag beim Tennis (Tommy Haas, World Team Cup, 2005)

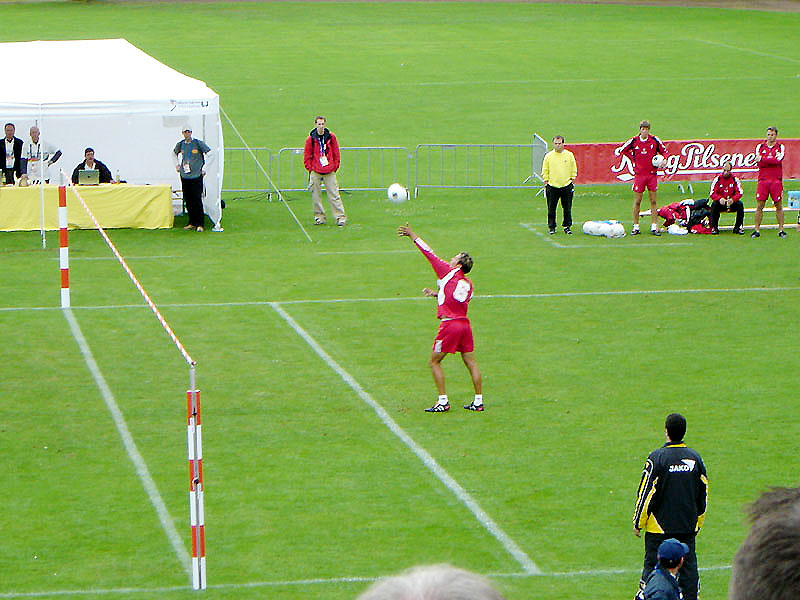
Aufschlag beim Faustball

Die Angabe oder der Aufschlag ist in Ballsportarten das Recht, als erster das Spielgerät zu spielen. Der Spielzug des Gegners auf die Ballangabe ist die Annahme der Angabe.
Die Angabe gibt dem aufgebenden Spieler die Möglichkeit, die Initiative zu übernehmen. Er ist ein je nach Sportart mehr oder minder großer Vorteil, sodass die Angabe oder das Aufschlagspiel bei Rückschlagspielen im Laufe der Partie wechselt. Dabei gibt es Spielsysteme, in denen die Angabe jedes Mal (Halbzeiten im Fußball), oder nach einer gewissen festen Serie (zweimal beim Tischtennis), bis zum Erreichen einen gewissen Spielziels (Game beim Tennis) wechselt, oder aber vom Gegner erkämpft werden muss (Volleyball), beziehungsweise dem Verlierer des vorigen Angabespiels zusteht (nach einem Tor im Fußball).
Bei den meisten Sportarten unterscheidet sich die Angabe spieltechnisch deutlich vom Rest des spielerischen Ablaufs und verfügt auch über ein besonderes Regelwerk. Das Recht auf Angabe erfolgt durch das Los, steht dem Spieler/der Mannschaft mit schlechterem oder besserem Ranking zu, oder Ähnliches. In den meisten Spielen ist eine gelungene Spielfolge Angabe–Annahme Voraussetzung für den regulären Spielverlauf.
Die Angabe ist das „in das Spiel bringen“ des Balles. Eng verbunden ist sie daher mit dem fast allen Ballspielen innewohnenden Problem, wie zu regeln ist, wenn der Ball das Spielfeld verlässt. In den meisten Ballspielen – insbesondere wenn es als Punkterfolg eines der Gegner gewertet – wird erzwingt das eine neue Angabe. In manchen Ballspielen existieren dafür aber auch gänzlich andere Regeln (wie der Einwurf beim Fußball).
Beispiele:
- Anstoß, Angabe (Fußball)
- Aufschlag, Serve (Tennis)
- Aufschlag (Tischtennis)
- Aufschlag, Service (Volleyball)
- Aufschlag (Badminton)
- Angabe, Aufschlag (Faustball)

Siehe auch:
- Angriffsrecht (American Football)
- Sprungball
- Vorhand und Nachhand, das Analogon bei Kartenspielen